# Olga Neuwirth
Olga Neuwirth (Graz, Austria, 4 de agosto de 1968) es una compositora austríaca.
Comenzó a recibir lecciones de trompeta a la edad de 7 años. Después estudió composición con Erich Urbanner en la Universidad de Música y Arte Dramático de Viena, mientras estudiaba en el Institut für Elektronische Musik und Akustik. Escribió una tesis sobre la música de la película L'amour a mort, de Alain Resnais. De 1985 a 1986, estudió arte y música en el Conservatorio de Música de San Francisco con Elinor Armer. De 1993 a 1994 estudió con Tristan Murail y trabajó en el IRCAM, donde produjo obras como ...?risonanze!... para viola de amor. Durante su carrera, Neuwirth tuvo la ocasión de conocer al compositor italiano Luigi Nono, con quien compartía pensamientos políticos radicales. Según afirmó posteriormente, este encuentro tuvo gran influencia en su vida.
Ha publicado muchas obras para música de cámara publicadas con el sello Kairos, y colaboró con Elfriede Jelinek en la creación de una ópera basada en la película Lost Highway de David Lynch, que incorpora recursos visuales y sonoros tanto en vivo como pregrabados, junto con otros efectos electrónicos. El estreno mundial tuvo lugar en Graz en 2003, ejecutado por Klangforum Wien con la electrónica realizada en el Institut für Elektronische Musik und Akustik. La grabación publicada por Kairos está galardonada con el Diapason d'Or.
Fue una de las compositoras más interpretadas en el Internationale Musikkurse Darmstadt entre els anys 1946 y el 2014.
En 2021 fue galardonada con el Premio de la Fundación Wolf de las Artes.